# 平揚派恩斯 (加利福尼亞州)
平揚派恩斯（英語：Pinyin Pines）是位於美國加利福尼亞州河濱縣的一個非建制地區。該地的面積和人口皆未知。

## 地理
平揚派恩斯的座標為33°35′22″N 116°27′10″W / 33.58944°N 116.45278°W，而該地的平均海拔高度為263米（即863英尺）。